# Jochen Zeitz

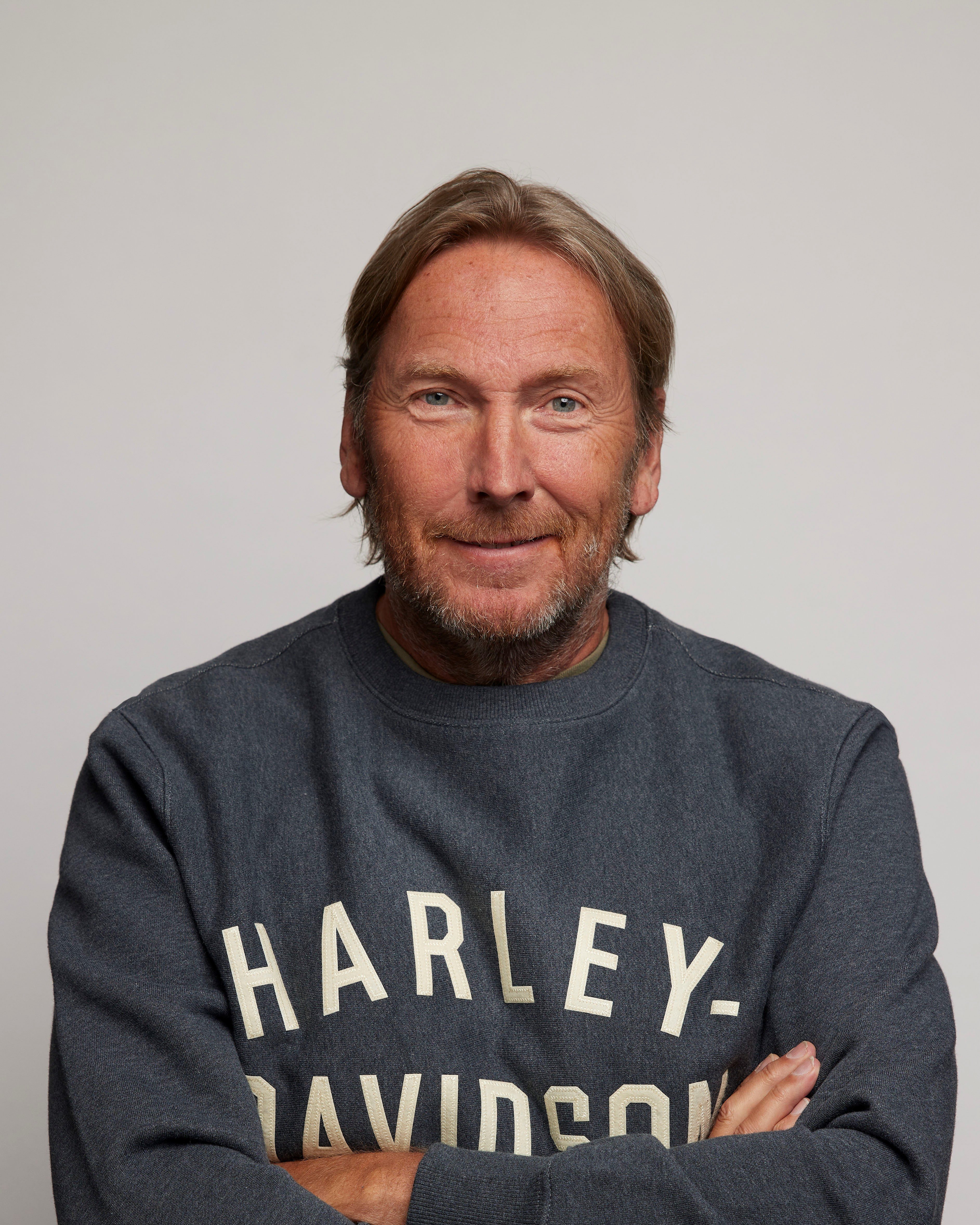
Jochen Zeitz, 2021

Jochen Zeitz (* 6. April 1963 in Mannheim) ist ein deutscher Wirtschaftsmanager und war bis 2012 Vorsitzender des Verwaltungsrats der Puma SE. Seit 2020 ist er CEO, geschäftsführender Präsident und kommissarisch auch Chairman of the Board von Harley-Davidson.

## Werdegang
Zeitz „Vater war Chefarzt für Gynäkologie in Mannheim, die Mutter Zahnärztin.“ Nach dem Abitur am Mannheimer Karl-Friedrich-Gymnasium studierte Zeitz zunächst zwei Semester Medizin in Florenz. Danach nahm er 1982 ein Studium der Betriebswirtschaftslehre an der EBS Business School in Oestrich-Winkel auf. Auslandsaufenthalte hatte er an der University of Phoenix und in Paris. 
Er beendete das Studium 1987 mit dem Schwerpunkt Marketing und Finanzen und begann seine berufliche Laufbahn beim Kosmetikunternehmen Colgate-Palmolive in New York City und Hamburg.
Im Jahr 1988 wechselte Zeitz zur Puma AG, wo er zunächst für die Planung und Umsetzung der Marketingstrategien im Bereich Footwear verantwortlich war. Ab 1991 zeichnete er als „Vice President International Marketing and Sales“ für Positionierung des Unternehmens auf dem internationalen Markt verantwortlich. 1993 wurde er zum Vorstandsvorsitzenden berufen. Er war mit 30 Jahren der jüngste Vorstandsvorsitzende eines börsennotierten deutschen Unternehmens. Ein halbes Jahr später schrieb das Unternehmen wieder schwarze Zahlen. Zeitz führte Puma in den folgenden Jahren aus der Krise und verwandelte den einst angeschlagenen Sportartikelhersteller in ein international erfolgreiches Sport- und Lifestyle-Unternehmen. Im Juli 2011 gab Zeitz den Posten des Chief Executive Officer an Franz Koch ab und wechselte auf den Posten des Vorsitzenden des Verwaltungsrats der Puma AG.
Er ist ein „Kenner und Bewunderer“ des afrikanischen Kontinents und der afrikanischen Kultur und spricht sechs Fremdsprachen, darunter Swahili. In Kenia betreibt er eine Farm.
Neben anderen Auszeichnungen erhielt Zeitz 2004, 2005 und 2006 die von der Financial Times Deutschland vergebene Ehrung „Stratege des Jahres“. 2004 verlieh ihm der Bundespräsident durch den bayerischen Innenminister das Verdienstkreuz am Bande des Verdienstordens der Bundesrepublik Deutschland.
Als erster europäischer Top-Manager wurde Zeitz im August 2007 in das elfköpfige Board of Directors von Harley-Davidson berufen. Im September 2007, etwa zwei Monate nach der Übernahme von Puma durch die französische Holding-Gesellschaft PPR, wurde Zeitz in das Executive Committee und als nicht-stimmberechtigtes Mitglied in das Board of Directors von PPR berufen. Im Oktober 2007 wurde Zeitz' Vertrag als Vorstandsvorsitzender der Puma AG vorzeitig um fünf Jahre bis 2012 verlängert. Zeitz' Vorstandsbezüge beliefen sich im Jahr 2007 auf 7,2 Millionen Euro.
2008 führte Zeitz bei Puma ein Unternehmensleitbild („PUMAVision“) ein. Anhand von vier definierten Unternehmenswerten („4keys“) hat das Unternehmen sich zum Ziel gesetzt, in allen Belangen stets fair, ehrlich, positiv und kreativ zu handeln. Im Rahmen von PUMAVision unterstützt das Unternehmen verschiedene Initiativen, um saubere, grünere, sichere und nachhaltigere Konzepte und Projekte umzusetzen. Im April 2010 führte Zeitz ein langfristiges Nachhaltigkeitsprogramm bei Puma ein, in dessen Rahmen das Unternehmen bis zum Jahre 2015 unternehmensweit 25 % an CO2, Energie, Wasser und Abfall einsparen will.
Im Jahr 2008 gründete er die „Zeitz Foundation of Intercultural Ecosphere Safety“. Die Stiftung unterstützt innovative Projekte, die Umweltschutz, Gesellschaftsentwicklung, Kultur und Handel in Einklang bringen und das Ziel haben, den interkulturellen Dialog zu fördern. Im Oktober 2009 ist Zeitz mit dem Titel „Honorable Warden of the Kenya Wildlife Service“ ausgezeichnet worden.
Gemeinsam mit dem Benediktinermönch Anselm Grün schrieb er das 2010 erschienene Buch Gott, Geld und Gewissen, in dem Zeitz die Wirtschaft zu stärkerem ökologischen Denken auffordert und nachhaltiges Wirtschaften propagiert.
Seit Oktober 2010 ist Zeitz als Chief Sustainability Officer verantwortlich für Nachhaltigkeit im französischen Mutterkonzern PPR. Für die Puma AG nahm er den Deutschen Nachhaltigkeitspreis 2010 in der Kategorie „Nachhaltigste Zukunftsstrategie“ entgegen. 2010 erhielt er die Staatsmedaille für besondere Verdienste um die bayerische Wirtschaft.
Im Jahr 2010 war Zeitz der Top-Verdiener der deutschen Vorstandsvorsitzenden mit einem Gehalt in Höhe von 9,8 Millionen Euro.
2011 heiratete Zeitz die britische Filmproduzentin Kate Garwood und gründete eine Familie.
Ende 2012 schied Zeitz bei Puma aus, um sich Nachhaltigkeitsprojekten zu widmen.
Seine Sammlung zeitgenössischer afrikanischer Kunst zeigt Jochen Zeitz seit 2017 im Museum of Contemporary African Art in Kapstadt. Kuratiert wurde die Sammlung vom Südafrikaner Mark Coetzee, der seit Jahren für den ehemaligen Puma-Manager afrikanische Kunstwerke erwirbt. Das Museum wurde in einem ehemaligen Getreidespeicher im Kapstädter Hafen errichtet, auf den ein Hotel gebaut wurde.